# التسقيف بالقش
التسقيف بالقش هو مهنة بناء الأسقف بمواد نباتية جافة مثل القش، قصب الماء، البردي (حلفا سبخية)، نبات الأسل، نبات الخلنج، أو سعف النخيل، مع وضع الغطاء النباتي بطريقة تسمح للماء أن ينسل بعيداً. في حين أن المواد النباتية تبقى جافة ومكتظة بشدة فوق بعضها (تحصر الهواء)، فإن السقف القشي يعمل أيضاً كعازل، وهي طريقة قديمة جداً في بناء الأسقف، استخدمت في المناطق ذات المناخين الاستوائي والمعتدل. لا يزال التسقيف بالقش معمولاً به في البلدان النامية، خصوصاً مع قلة تكلفة المواد النباتية. مقارنة بذلك، يرغب بعض الأشخاص الأغنياء في البلدان المتحضرة، الذين يتوقون لسقف ريفي لمنزلهم، ببناء سقف بيئي أكثر لطافة، أو يشترون منزلاً فيه سقف مصنوع من القش.

## التاريخ
انتقلت طرائق التسقيف بالقش تقليدياً من جيل إلى آخر، وذُكر استخدام العديد من الأوصاف للطرائق والمواد في أوروبا خلال ما نجا من السجلات عبر القرون الثلاثة الماضية، وعبر المنشورات الحديثة.
ينتشر القش في بعض البلدان الاستوائية كمادة محلية لبناء الأسقف، وأحياناً الجدران. هناك أساليب بناء عديدة من فترة هاواي القديمة مثل «هال شيلتر» المصنوع من أوراق تي النباتية المحلية وأوراق «لاوهالا» أو أعشاب بيلي.
تُستخدم أغصان النخيل عادةً أيضاً. على سبيل المثال، في نا بور، فبجي، إذ يجمع بناة أسقف القش أسقف سعف النخيل المروحي مع جدران القصب ذات الطبقات. تُستخدم أسقف سعف النخيل المكسوة بالريش في جمهورية دومنيكيا. تُستخدم أسقف ألانغ-ألانغ القشية في هاواي وبالي. في آسيا الجنوبية، تُستخدم أوراق شجر المانجروف التي تُعرف باسم «نيبا» كمادّة للأسقف القشية تُعرف باسم مسكن «أوتاب». في بالي، إندونيسيا، تُستخدم الألياف السوداء للأرينجة الريفية المعروفة باسم «إيجوك» أيضاً كمادة لصناعة الأسقف القشية، واستخدمت في سقف معبد بالينسي وأبراج ميرو. تُستخدم أسقف قصب السكر في منازل كيكيو القبلية في كينيا.
عاش العديد من السكان الأصليين للأمريكتين مثل حضارة المايا القديمة، سكان أمريكا الوسطى، إمبراطورية الأنكا، والتحالف الثلاثي (الأزتك)، في أبنية ذات أسقف قشية. من الشائع رصد أبنية بأسقف قشية في المناطق الريفية لـ يوكاتان بيننسيولا، بالإضافة إلى العديد من المستعمرات في أمريكا اللاتينية، والتي تتشابه طرائق بنائها بشدة مع أسلافها البعيدين.
بعد انهيار معظم المجتمعات الأمريكية الموجودة نتيجة الأمراض التي جلبها الأوروبيون، والحروب، والعبودية، والإبادة الجماعية، عاش الأمريكيون الأوائل الذين واجههم الأوروبيون في هياكل مسقوفة باللحاء والجلد في ألواح يمكن إضافتها أو إزالتها بسهولة للتهوية أو التدفئة أو التبريد. لم تُكتشف الأدلة على وجود العديد من الأبنية المعقدة المعتمدة على أسقف من الألياف حتى بداية القرن الحادي والعشرين. بنى المستوطنون الفرنسيين والبريطانيون مساكن مؤقتة ذات أسقف قشية من نباتات محلية حالما وصلوا إلى فرنسا الجديدة وإنكلترا الجديدة.

## المواد
على الرغم من شعبية الأسقف القشية في ألمانيا، هولندا، الدنمارك، أجزاء من فرنسا، صقلية، بلجيكا، وإيرلندا، توجد أسقف قشية في المملكة المتحدة أكثر من أي بلد آخر في أوروبا. يمكن أن تدوم الأسقف ذات القش عالي الجودة حتى 50 عاماً في حال بُنيت ببنّاء ماهر. توضع طبقة جديدة من القش على السطح المائل تقليديًا، وهذا «الغلاف المكوّن من العوارض» هو تقليد يصنع تراكماً من القش بسماكة 2.1 متر في المباني القديمة جداً. يُجمع القش في حزم قبل أن يُنقل إلى السقف ثم يُثبت باستخدام دبابيس تسمى «الصواري» مصنوعة من أغصان البندق الملتوية. أكثر من 250 سقفًا في إنكلترا يحوي قاعدة مغطاة بالقش وُضعت قبل 500 عام، والتي تعطي أدلة مباشرة على نوع المواد المُستعملة في العصور الوسطى. تقريباً كل هذه الأسقف مغطاة بالقمح أو نباتات الجاودار، أو بمزيج مختلط من كليهما. كان القمح من العصور الوسطى ينمو ليصبح بطول 6 أقدام (1.8 متر) في التربة شديدة الفقر، وينتج قشًا متينًا للأسقف وحبوبًا من أجل الخبز.
أثّر التغير التقني في مجال الصناعة الزراعية خاصة على شعبية الأسقف القشية. انخفضت احتمالية توفر قش ذي نوعية جيدة في إنكلترا بعد إدخال الحصادة في أواخر الثلاثينيات والأربعينيات من القرن العشرين، بالإضافة إلى إطلاق أصناف من القمح قصير الساق. أضعف الاستخدام المتزايد لأسمدة النتروجين في الستينيات والسبعينيات أيضاً القش وقلل من مدة بقائه. بدايةً من الثمانينيات، كان هناك ازدياد كبير في نوعية القمح، إذ أعاد المزارعون المختصون زراعة الأصناف التراثية طويلة الساق من القمح مثل سكويدهيد ماستر (1880)، إن59 (1950)، رامبتون ريفت (1937)، فيكتور (1910)، وأبريل بيردد (بداية ثمانينيات القرن التاسع عشر) في ظروف عضوية منخفضة الطاقة.
تحت مرسوم التنوع الغذائي والبذور 1964 في المملكة المتحدة، أصبح من غير القانوني لأي فرد أو منظمة أن تمنح أو تبيع أو تتاجر ببذور لأنواع قديمة من القمح (أو أي محصول زراعي آخر) لطرف ثالث بغرض زراعتها وإنمائها تحت طائلة الغرامة المعتبرة. وبسبب هذا التشريع؛ لم يعد بنّاؤو الأسقف القشية في المملكة المتحدة بعدُ يملكون نوعية جيدة من القش الناتج عن أنواع تقليدية طويلة الساق من القمح لبناء الأسقف القشية.

## الصيانة في المناخات المعتدلة
لا تتطلب الأسقف القشية الجيدة صيانة متكررة. يمكن أن تدوم قمة البناء بين 8-14عاماً، وإعادة بنائها مطلوبة عدة مرات خلال فترة حياة السقف القشي.
يمكن أن يسبب الطحلب مشكلة إذا كان ثخيناً، لكنه ليس ضاراً عادةً، ويمكن لبعض الأنواع من الطحالب أن تقوم بوظيفة الحماية. يبقى كتاب «مهنة بناء الأسقف القشية» 1960، أكثر كتاب منتشر على نطاق واسع يشير إلى الطرق المُستخدمة في بناء الأسقف القشية. تقل كثافة طبقة القش مع مرور الوقت، إذ يتحول السقف تدريجياً إلى سماد يندفع بعيداً بفعل الرياح والمطر. تحتاج الأسقف القشية عموماً إلى الاستبدال عند ظهور «جوانب أو أذرع» خشبية أفقية وعوارض ذات دبابيس شَعرية، تُعرف أيضاً باسم «الأزاميل» (دبابيس ملتوية عسلية اللون) تثبت كل طبقة مرئية قرب السطح. ليس العمق الكلي للقش ضمن الطبقات الجديدة والموضوع في سقف جديد هو الذي يحدد طول عمرها، بل مقدار تغطية القش المعرض للهواء للمثبتات في كل طبقة متداخلة. «تزداد جودة السقف بازدياد كمية القش الموضوع زيادة صحيحة، والذي يغطي المثبتات».

## القابلية للاشتعال
الأسقف القشية ليست قابلة للاشتعال بالمدى الذي يظنه العديد من الناس، فهي تحترق ببطء «مثل كتاب مغلق» كما يقول أحد البنائين. ترتبط الغالبية العظمى من الحرائق مع استخدام موقد الحطب والمداخن ذات العيوب مع أنابيب المداخن المتدهورة أو سيئة التركيب والصيانة. يمكن للشرارات الناتجة من الورق أو القمامة المحترقة أن تشعل النيران أيضاً حين تسلك الشرارات أو ألسنة اللهب طريقها عبر المدخنة المتدهورة وتشعل القش المحيط نصف المتفحم. يمكن تجنب هذا الأمر بالتأكد من أن المدخنة في حالة جيدة، قد يتضمن هذا إزالة القش المحيط بالمدخنة مباشرة حتى إفراغ العمق الكامل لها. لكن بالإمكان فعل هذا بسهولة دون إزالة القش عن كامل السطح. أقساط التأمين على المنازل المصنوعة من القش هي أعلى من المتوسط جزئياً ليس فقط بسبب الظن أن الأسقف القشية تشكل خطراً أكبر في الحرائق، بل أيضاً بسبب الضرر الواسع الناتج عن دخان الحرائق، وتكلفة استبدال السقف القشي هي أعلى مقارنةً بالقرميد القياسي أو السقف المصنوع من أحجار الأردواز. لا ينبغي على العاملين إشعال أي شيء قرب القش، ولا يجب إشعال أي شيء يمكن أن يطير عبر المدخنة ويُشعل القش على السقف. تسبب مانعات الشرار عادةً ضرراً أكثر من المنفعة، إذ إنها تحجب وتقلل من اندفاع الهواء بأريحية. ينبغي تزويد كل الأسقف القشية بأجهزة الكشف عن الدخان تحت السقف. يمكن أن تعمل أجهزة تثبيط الحريق برذاذ الماء أو أجهزة تثبيط الحريق المشبعة بالضغط على تقليل انتشار اللهب وإخراج الوهج المشتعل.

## الفعالية
تعتمد الأسقف القشية على شكل وتصميم السقف، بالإضافة إلى درجة ميولته، وموقعه الجغرافي والتضاريسي، وجودة المواد، وخبرة البنّاء.
تمتلك الأسقف القشية العديد من الخصائص الطبيعية المفيدة لفعاليتها، فهي تقاوم المناخ طبيعياً، وعندما تُصان صيانة صحيحةً لا تمتص الكثير من الماء، إذ لا ينبغي أن يكون هناك زيادة ملحوظة بوزن السقف نتيجة تجمع المياه عليه. يسمح السقف المائل بزاوية 50 درجة للماء المترسب بالانزلاق بسرعة كي ينحدر عن السقف قبل أن ينسل إلى داخل البناء.

### المنافع
تتنوع المواد المستخدمة في الأسقف القشية من أعشاب السهول إلى أوراق الأشجار التي تمنع تسرب الماء، والتي تُوجد بكثرة في البقاع الاستوائية، وهي المادة الأكثر شيوعاً في بناء الأسقف القشية في العالم، إذ إنها متوفرة بسهولة.
وبما أن الأسقف القشية خفيفة، فلا تحتاج الكثير من الخشب لدعم للسقف. يُعتبر القش مادة متعددة الاستخدامات حين يتعلق الأمر بتغطية أسقف المباني غير المنظمة، هذه الحقيقة تعني أنه بالإمكان استخدام المواد المستعملة، والمعاد تدويرها، والطبيعية التي ليست فقط أكثر استدامة فحسب، ولكن لا تحتاج أيضاً إلى تناسب الأبعاد القياسية الدقيقة لأداء جيد.

### المساوئ
من الصعب تأمين المنازل ذات الأسقف القشية بسبب كونها عرضة لخطر الحرائق، ولأن بناء سقف من القش يحتاج عملًا مكثفًا، فإن تكلفة تغطية سقف بالأغصان تكون أكبر من تغطيته بالأردواز أو القرميد. يمكن للطيور أن تلحق الضرر بالسقف أثناء بحثها عن اليرقات، وتنجذب القوارض للحبوب المتبقية بالقش.
هبطت الرغبة في الأسقف القشية في معظم دول العالم الصناعية ليس فقط بسبب الحرائق، بل ولأن تكلفة بنائه مرتفعة جداً، والمواد البديلة (الصلبة) تعد أرخص بكثير، لكن هذه الحالة تتغير ببطء، إذ إن هناك أكثر من 60.000 سقف قشي في المملكة المتحدة، نحو 50-80 منها معرضة لحرائق خطيرة كل عام، ومعظمها تدمر كاملًا. يتكلف قسم إطفاء الحريق 1.3 مليون جنيه إسترليني كل عام. تُبنى العديد من المنازل ذات الأسقف القشية كل عام.

## أمثلة
- مسكن أتاوب، جنوب آسيا
- بلاكهاوس، إسكتلندا، إيرلندا
- تشيكي، سيمينول
- بالابا، المكسيك
- راوندهاوس، (مسكن)، العصر الحديدي الأوروبي
- تيتوس إي بالازوس، إسبانيا
- القرى التاريخية في شيراكاو-غو وغوكاياما
- شينمي - زوكوري

## معرض صور

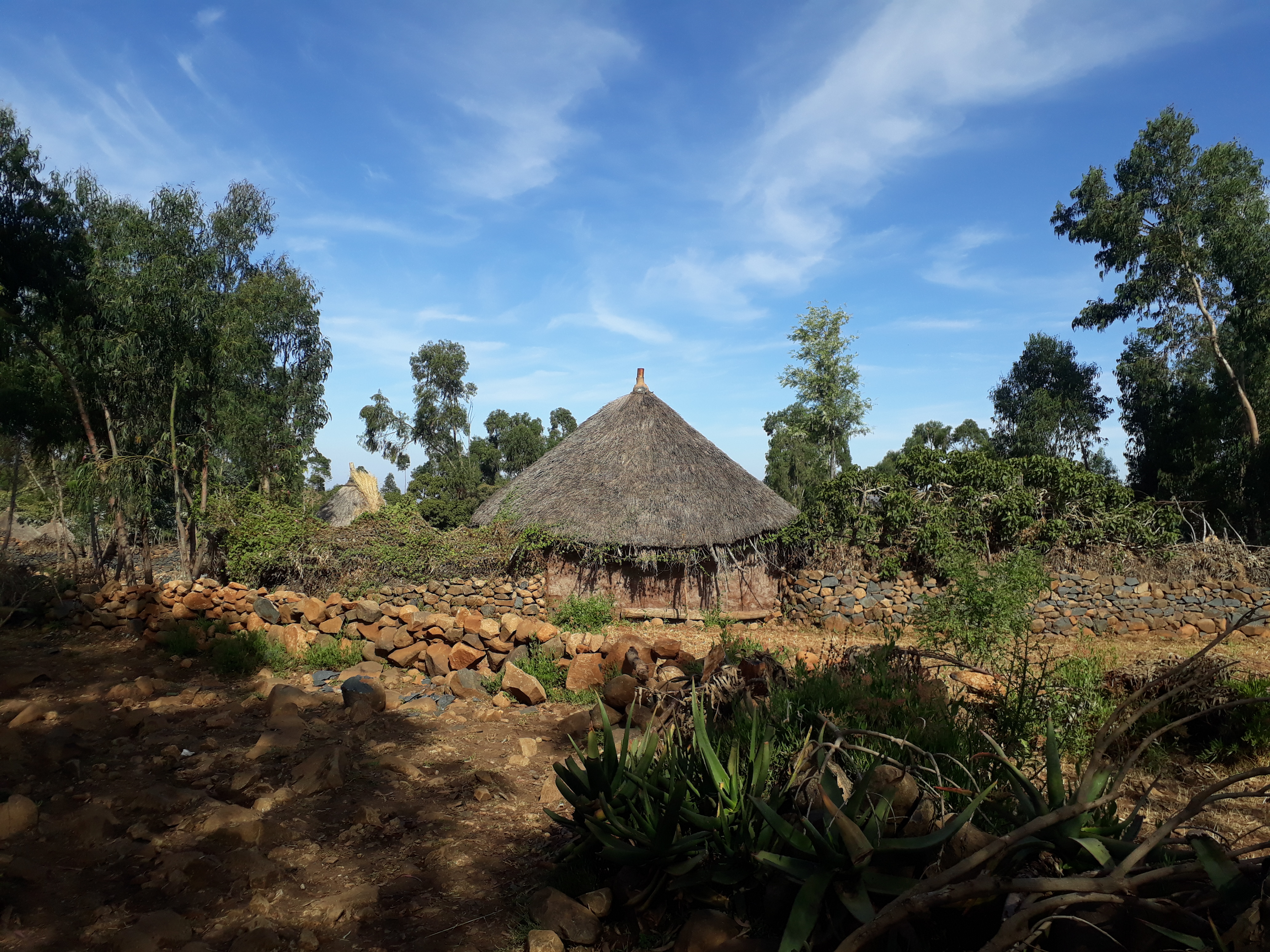
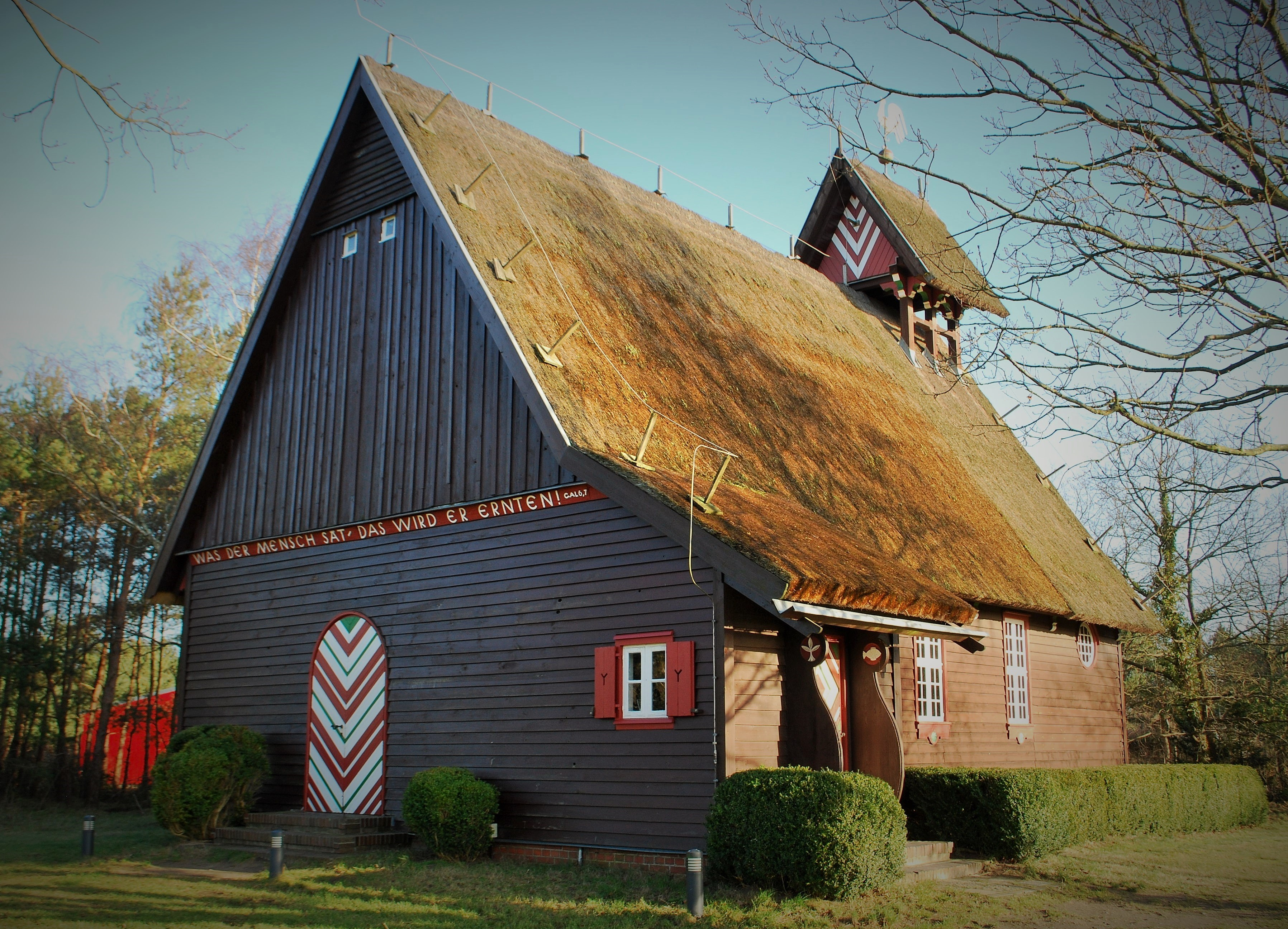
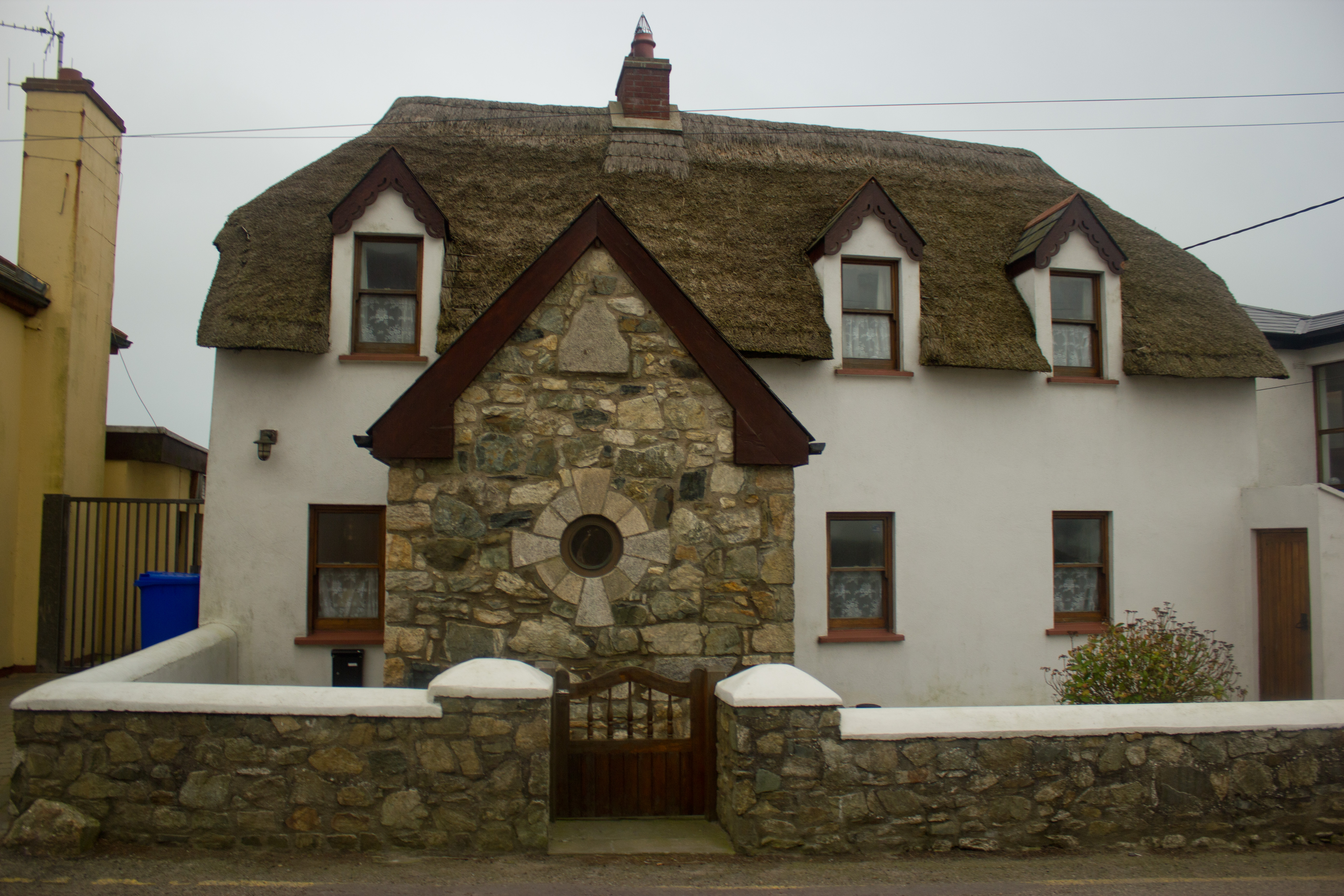
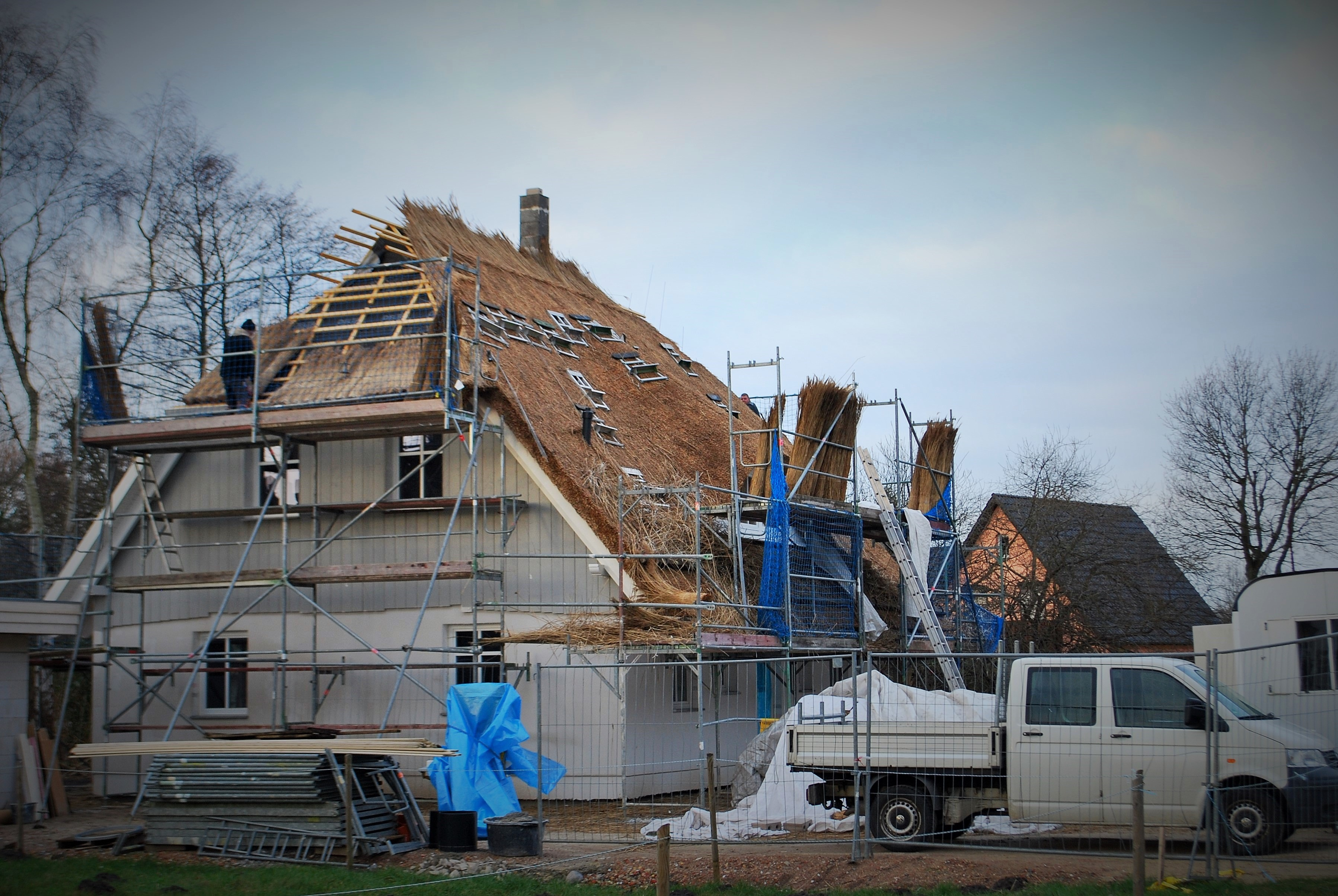
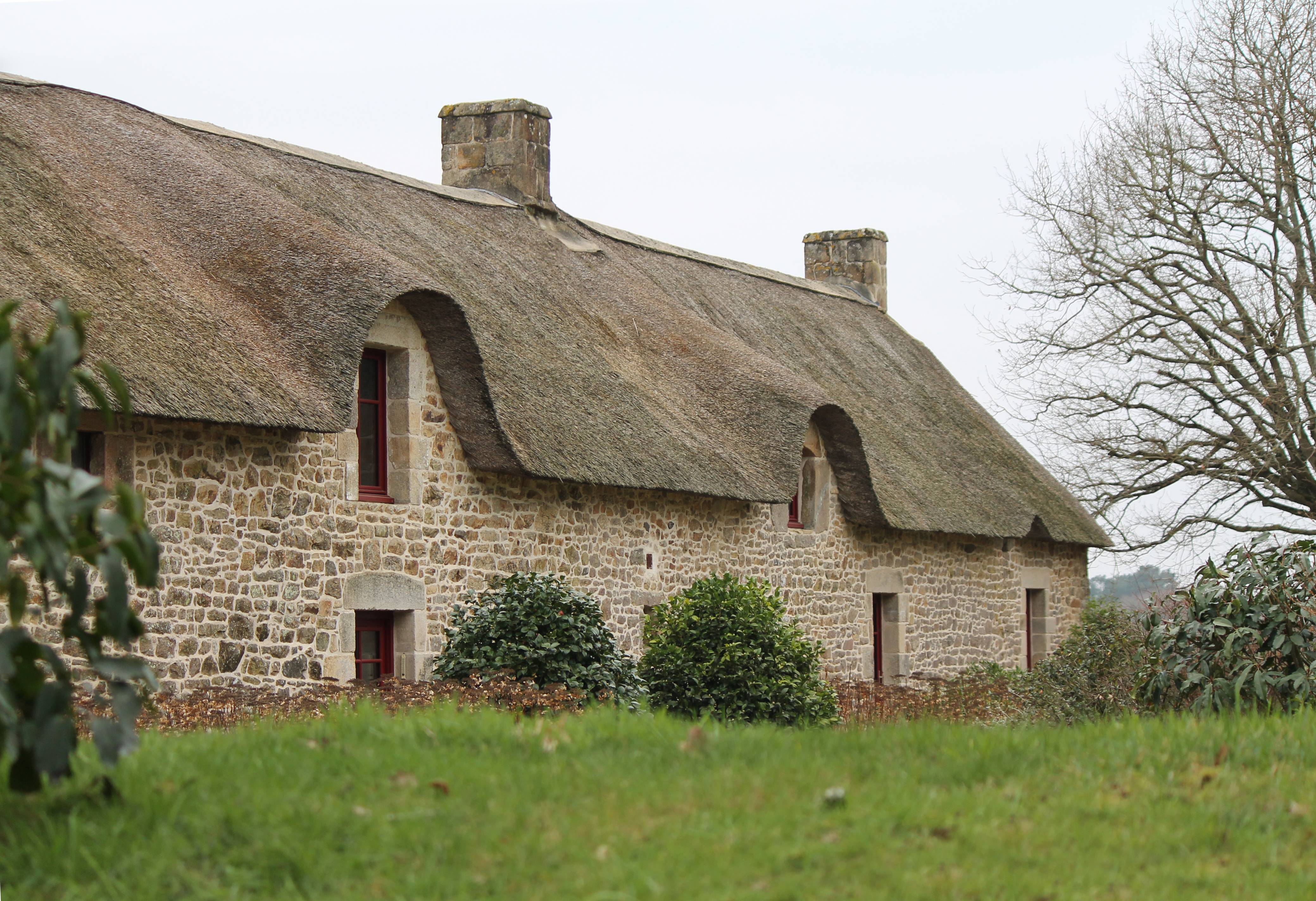